# Boa Nova
Boa Nova es un municipio del sudoeste bahiano, con una temperatura media de 24 °C. En 2004 su población era de 24.155 habitantes, esparcidas en un área de 1.348 km², donde predominan la agricultura y la ganadería.
La región rica en ríos, cascadas, grutas y bosques. Dentro los distritos que componen el municipio, se destaca el Valentim, por la tradicional feria libre dominical, situado en la Zona del bosque, y en el otro extremo el Penachinho, localizado en la Zona de la Caatinga.